# Prato (Lavizzara)
Prato è una frazione del comune svizzero di Lavizzara, nel Canton Ticino (distretto di Vallemaggia).

## Storia
Già comune autonomo, nel 1864 è stato accorpato all'altro comune soppresso di Sornico per formare il comune di Prato-Sornico, il quale a sua volta il 4 aprile 2004 è stato accorpato agli altri comuni soppressi di Broglio, Brontallo, Fusio, Menzonio e Peccia per formare il comune di Lavizzara.

## Monumenti e luoghi d'interesse
- Chiesa parrocchiale dei Santi Fabiano e Sebastiano, ricostruita nel 1730[2].

## Amministrazione
Ogni famiglia originaria del luogo fa parte del cosiddetto comune patriziale e ha la responsabilità della manutenzione di ogni bene ricadente all'interno dei confini della frazione. L'ufficio patriziale è presieduto da Antonio Mignami.